# GNV Allegra
Le GNV Allegra est un ferry exploité par la compagnie italienne Grandi Navi Veloci. Construit entre 1986 et 1987 aux chantiers finlandais Wärtsilä de Turku pour la compagnie norvégienne Jahre Line, il portait à l'origine le nom de Kronprins Harald. Mis en service en mars 1987 sur les liaisons reliant la Norvège à l'Allemagne, il sera transféré à partir de 1990 sous les couleurs de la compagnie Color Line. Vendu en janvier 2007 à la compagnie irlandaise Irish Ferries, il est affecté à compter de septembre sur les lignes entre l'Irlande et la France sous le nom d‘Oscar Wilde. Remplacé en 2019, il est revendu en avril à l'armateur italo-suisse Mediterranean Shipping Company (MSC) qui l'intègre au sein de la flotte de sa filiale Grandi Navi Veloci (GNV). Rebaptisé GNV Allegra, il navigue depuis mai 2019 sur les lignes saisonnières reliant l'Italie continentale à la Sardaigne.

## Histoire

### Origines et construction
Au milieu des années 1980, la compagnie norvégienne Jahre Line envisage la construction d'une unité neuve dans l'optique de proposer un renfort au ferry Prinsesse Ragnhild entre la Norvège et l'Allemagne de l'Ouest mais également de remplacer au sein de la flotte le Kronprins Harald.
Pour succéder à son aîné, le nouveau navire est conçu de manière semblable à celle du Prinsesse Ragnhild. Il affiche ainsi des dimensions assez proches bien que son apparence diffère. Là où son prédécesseur arborait une ligne fine et élancée, le futur navire sera pour sa part plus massif avec un aspect extérieur anguleux. Ses aménagements intérieurs sont également conçus différemment dans la mesure où les locaux communs sont situés au-dessus des cabines et non en dessous.
Prévu pour remplacer au sein de la flotte le Kronprins Harald, la future unité récupère son nom qui est un hommage au prince Harald, alors héritier du trône de Norvège. Construit en Finlande par les chantiers Wärtsilä de Turku, le navire est lancé le 31 août 1986. Après environ cinq mois de finitions, il réalise ses essais en mer le 2 février 1987 avant d'être livré à Jahre Line le 23 mars.

### Service

#### Jahre Line/Color Line (1987-2007)

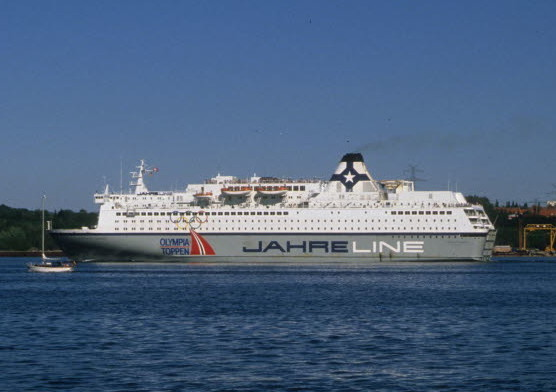
Le Kronprins Harald arborant les couleurs de Jahre Line.

Baptisé à Oslo le 23 mars 1987, le Kronprins Harald est ensuite mis en service le 26 mars entre Oslo et Kiel en Allemagne de l'Ouest. En mai 1989, le navire connaît quelques modifications consistant en l'ajout d'un centre de conférence sur le pont 11 aux chantiers HDW de Kiel.
En octobre 1990, les principaux opérateurs maritimes norvégiens, dont Jahre Line, fusionnent afin de former la compagnie Color Line. À l'instar des autres navires de Jahre Line, le Kronprins Harald intègre la flotte de la nouvelle entité. À l'occasion, sa coque grise est repeinte en bleu et les logos de Color Line sont inscrits sur ses flancs et sa cheminée. Malgré ces changements, le navire conserve son affectation entre la Norvège et l'Allemagne.
Le 17 mai 1999, le Kronprins Harald s'échoue dans l'Oslofjord mais parvient à se dégager par ses propres moyens avant de rejoindre Moss où les passagers sont débarqués. Réparé aux chantiers Thyssen-Nordseewerke d'Emden, en Allemagne, il reprend son service le 19 mai.
Dans les années 2000, Color Line envisage le remplacement du Kronprins Harald et du Prinsesse Ragnhild par deux cruise-ferries géants. Durant ses dernières années au sein de la compagnie, le Kronprins Harald souffre de quelques problèmes au niveau de son appareil propulsif qui perturbent son exploitation et imposent la modification de ses horaires. Le 22 décembre 2006, il est même touché par une panne à la sortie du port de Kiel mais parvient à poursuivre sa traversée après que l'équipage ait réussi à redémarrer les moteurs.
En prévision de l'arrivée imminente du nouveau Color Magic, le Kronprins Harald est vendu le 22 janvier 2007 à la compagnie irlandaise Irish Ferries. En attendant la mise en service de son successeur, prévue pour le mois de septembre, le navire reste exploité par Color Line. Le 1er septembre, il accoste à Oslo et achève sa dernière traversée pour le compte de la compagnie norvégienne. Deux jours plus tard, il quitte la Norvège pour rejoindre les chantiers Skibsværft de Fredericia au Danemark en vue de sa livraison à son nouvel armateur.

#### Irish Ferries (2007-2019)

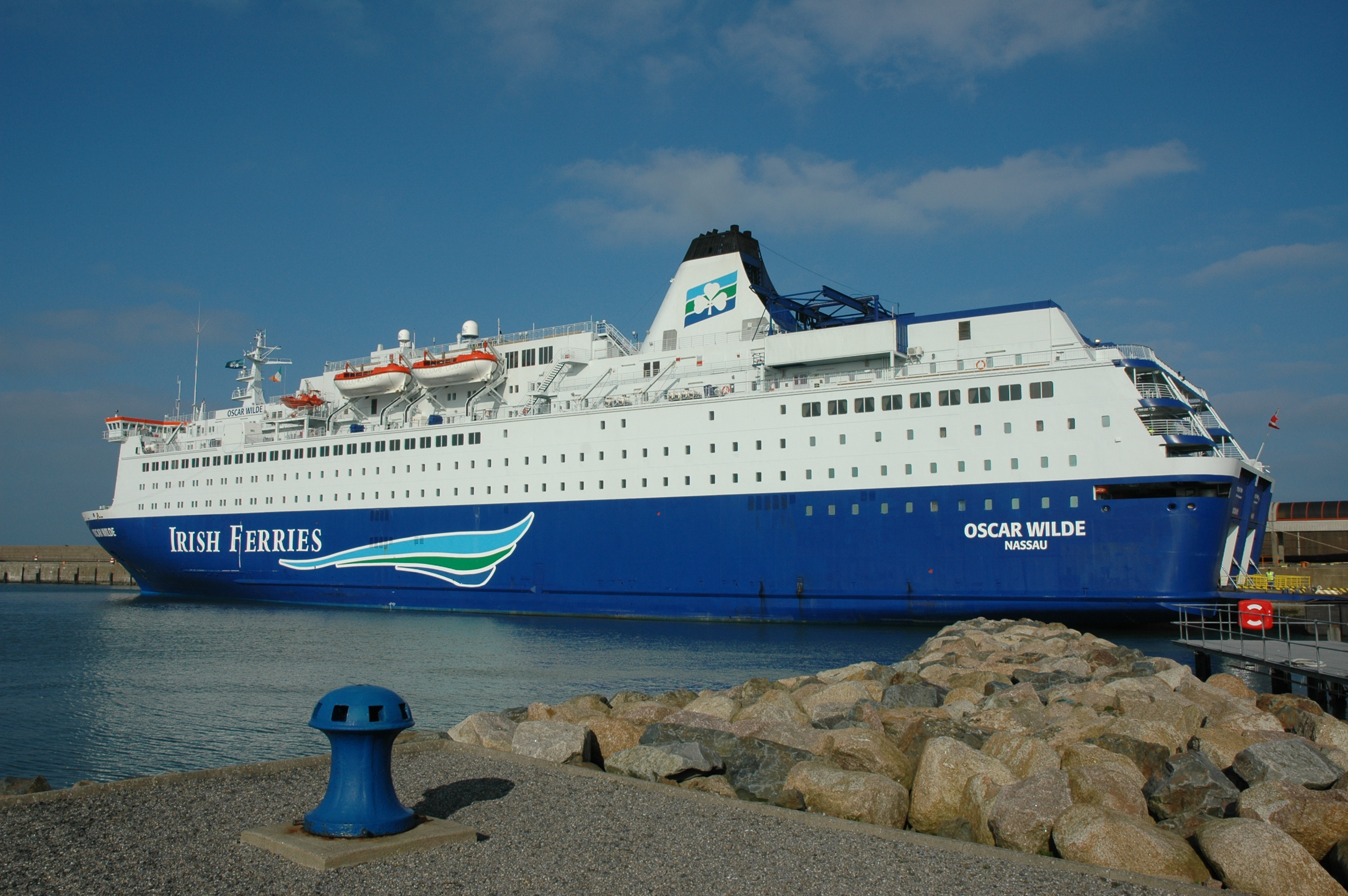
L‘Oscar Wilde à Rosslare en 2008.

Arrivé le 4 septembre aux chantiers Skibsværft, le navire est transformé et mis aux standards de son nouveau propriétaire. Rebaptisé Oscar Wilde, en hommage au célèbre écrivain d'origine irlandaise, il est également paré des logos d'Irish Ferries tout en conservant cependant sa coque bleue. À l'issue des travaux au mois de novembre, le navire quitte le Danemark pour rejoindre l'Irlande. Il entame par la suite sa nouvelle carrière le 30 novembre sur les lignes reliant l'Irlande à la France sur lesquelles il se substitue au ferry Normandy. Positionné au départ de Rosslare, il dessert les villes de Cherbourg et de Roscoff et navigue occasionnellement vers Pembroke Dock au Pays de Galles durant les périodes hivernales.
Durant sa carrière, le navire connaît quelques incidents comme le 10 mars 2008, alors qu'il réalise sa manœuvre d'accostage à Cherbourg par mauvais temps, il heurte violemment le quai et entre en collision avec les infrastructures portuaires, occasionnant quelques dommages au niveau des passerelles d'accès. Deux ans plus tard, le 2 février 2010, il est victime d'un incendie au niveau de la salle des machines alors qu'il venait d'achever son arrêt technique à Falmouth, nécessitant alors un mois d'immobilisation supplémentaire.
En 2016, Irish Ferries annonce la commande d'un nouveau navire affichant des dimensions particulièrement imposantes prévu pour remplacer l‘Oscar Wilde à l'horizon 2018. En attendant l'arrivée de cette nouvelle unité, l‘Oscar Wilde poursuit son exploitation sans discontinuité entre l'Irlande et la France.
Reportée de quelques mois en raison de retards pris dans la construction, la livraison du nouveau W.B. Yeats intervient finalement en décembre 2018. L‘Oscar Wilde, quant à lui, réalise sa dernière rotation pour Irish Ferries en mars 2019. Désarmé à Belfast, le navire est dans un premier temps proposé à l'affrètement et intéresse à cette période la compagnie La Méridionale qui compte alors l'exploiter entre Marseille et la Corse dans la mesure où sa candidature à l'attribution de la délégation de service public pour cette desserte serait retenue. Le projet ne sera cependant jamais concrétisé et le navire sera finalement acquis en avril par l'armateur italo-suisse Mediterranean Shipping Company (MSC) pour la somme de 28,9 millions d'euros,.

#### Grandi Navi Veloci (depuis 2019)
Livré à son nouveau propriétaire le 30 avril 2019, le navire quitte Belfast le 2 mai afin de rejoindre l'Italie. Arrivé le 7 mai à Gênes, il est intégré à la flotte de la compagnie Grandi Navi Veloci, filiale de MSC. Rebaptisé GNV Allegra le 14 mai, il est adapté aux standards de son futur exploitant avec notamment le logo GNV peint en très grand sur ses flancs. À l'issue de ces transformations, il est mis en service le 25 mai sur la toute nouvelle ligne saisonnière de GNV reliant Gênes à Olbia en Sardaigne.
Entre la fin de l'année 2020 et le printemps 2021, le GNV Allegra est affrété par les autorités italiennes à l'instar d'autres navires de GNV afin de servir de centre de quarantaine flottant au sud de la Sicile dans le but d'isoler les clandestins africains débarquant en Italie dans le contexte de la crise sanitaire liée à la pandémie de Covid-19.
En mars 2023, le navire, est affrété par la Compagnie maritime nantaise afin d'être mis à disposition du ministère des Armées afin d'être utilisé pour convoyer un flux logistique dans le cadre de l'exercice militaire international Orion 2. À cet effet, dans l'après-midi du 1er mars, le car-ferry appareille de Gênes, où il était désarmé, et met le cap sur Toulon. Après avoir mouillé toute la nuit dans la rade du chef-lieu varois, il s'amarre au matin du 2 mars à un quai du port militaire. Un contingent de l'Armée de terre composé de fantassins et de blindés embarque ensuite à bord et le navire quitte Toulon dans la soirée pour rallier Sète où il arrive le lendemain,.

## Aménagements
Le GNV Allegra possède 12 ponts. Les locaux des passagers occupent la totalité du ponts 7, une grande partie des ponts 5, 6 et 8 ainsi qu'une partie du pont 9. L'équipage occupe la section arrière des ponts 5, 6 et 9 tandis que le garage occupe les ponts 2, 3 et 4.

### Locaux communs
Le GNV Allegra dispose sur le pont 7 de deux bars-salons situés à l'avant et à l'arrière, d'un restaurant à la carte, d'un restaurant self-service, d'une pizzeria, d'un snack-bar, d'une boutique, d'une salle d'arcade, d'un centre de conférence ainsi que d'un cinéma.

### Cabines
Le GNV Allegra possède 471 cabines privatives situées sur les ponts 5, 6, 8 et 9, D'une capacité de deux à quatre personnes, toutes sont pourvues de sanitaires privés comprenant douche, WC et lavabo.

## Caractéristiques
Le GNV Allegra mesure 166,30 mètres de long pour 28,41 mètres de large. Son tonnage était à l'origine de 31 122 UMS avant d'être porté à 31 914 UMS à la suite d'une refonte en 1989. Le navire avait à initialement une capacité de 1 440 passagers et 700 véhicules répartis au sein d'un garage trois niveaux accessible au moyen de deux portes-rampes arrières et une porte-rampe avant. Après son rachat par Irish Ferries, la capacité a été portée à 1 458 passagers et 580 véhicules. La propulsion du navire est assurée par deux moteurs diesels Sulzer-Wärtsilä 12ZAV40 complétés par deux moteurs Sulzer-Wärtsilä 6ZAL40 développant une puissance de 19 800 kW entraînant deux hélices à pas variable faisant filer le bâtiment à une vitesse de 22 nœuds. Le GNV Allegra possède quatre embarcations de sauvetage fermées de grande taille, deux sont situées de chaque côté. Elles sont complétées par une embarcation de secours de taille plus petite et un canot semi-rigide. En plus de ces principaux dispositifs, le navire dispose de plusieurs radeaux de sauvetage à coffre s'ouvrant automatiquement au contact de l'eau. Enfin, le navire est doté de deux propulseurs d'étrave facilitant les manœuvres d'accostage et d'appareillage.

## Lignes desservies
Au cours de sa carrière sous pavillon norvégien, le Kronprins Harald effectuait les rotations entre la Norvège et l'Allemagne sur la ligne Oslo - Kiel, tout d'abord sous les couleurs de Jahre Line de 1987 à 1990 puis de Color Line jusqu'en 2007.
Pour le compte d'Irish Ferries de 2007 à 2019, l‘Oscar Wilde était positionné sur le trafic transmanche entre l'Irlande et la France sur les lignes Rosslare - Cherbourg et Rosslare - Roscoff. Durant les périodes hivernales, il naviguait occasionnellement vers Pembroke Dock au Pays de Galles mais également entre Dublin et Holyhead.
Pour Grandi Navi Veloci, depuis 2019, le GNV Allegra est affecté au service saisonnier reliant l'Italie continentale à la Sardaigne, tout d'abord sur la ligne Gênes - Olbia puis sur Gênes - Porto Torres à partir de l'été 2022. Hors saison, le navire navigue également sur d'autres axes de GNV, notamment les liaisons reliant l'Italie, l'Espagne et le Maroc ainsi que les lignes entre l'Espagne continentale et les îles Baléares.